# Bankcode
De bankcode is een onderdeel van het IBAN.
In Nederland bestaat deze uit de eerste vier letters van de Bank Identifier Code, tevens het vijfde tot en met achtste teken van het IBAN.
In België bestaat deze uit drie cijfers, het vijfde tot en met zevende teken van het IBAN.
De Bankleitzahl (afgekort BLZ) is een in Duitsland en Oostenrijk gebruikt getal dat een kredietinstituut op eenduidige wijze identificeert.
De Duitse Bankleitzahl bestaat altijd uit 8, de Oostenrijkse uit 5 cijfers.
Ook in andere landen wordt van een dergelijke identificatie gebruikt.
In Zwitserland en Liechtenstein worden deze Bankenclearing-Nummer (BC-Nummer)
genoemd. In het Verenigd Koninkrijk en Ierland noemt men ze sort codes. In Australië wordt het BSB-nummer gebruikt. Voor grensoverschrijdende betalingen wordt in veel landen, waaronder Duitsland en Nederland, de BIC gebruikt, ook wel SWIFT-adres genoemd, naar de organisatie die deze codes beheert.

## BLZ in Duitsland
In Duitsland werd de identificatie in 1970 ingevoerd. De BLZ is eveneens het rekeningnummer van de betreffende kredietinstelling
bij de Deutsche Bundesbank.

### Structuur
De Duitse BLZ heeft de volgende structuur: AAA B CCCC, waarbij
1. AAA = 3 cijfers die het zogenoemde LZB-plaatsnummer aangeven
2. B = 1 cijfer die een bankgroep (of organisatie) (of groep van dergelijke) aangeven
3. CCCC = 4 cijfers die een intern kantoornummer, filiale of afdeling aanduiden.

De eerste vier cijfers van een BLZ worden door de Deutsche Bundesbank vastgelegd.
Voor de leesbaarheid wordt de Bankleitzahl vaak in twee drie-cijfer- en een twee-cijferblok (vb. 290 641 60) geschreven.
LZB-plaatsnummer
Een LZB-plaats is een stad of gemeente waar de Deutsche Bundesbank (of vroeger de Landeszentralbank - vandaar de afkorting LZB) een filiale heeft of had.
Deze plaatsen kregen een nummer en het eerste cijfer van dit nummer duidt het Clearing-gebied, aan waarin de filialen gelegen zijn of waren.
De volgende clearing-gebieden zijn gedefinieerd:
1. Berlijn, Brandenburg, Mecklenburg-Voor-Pommeren
2. Bremen, Hamburg, Nedersaksen, Sleeswijk-Holstein
3. Noordrijn-Westfalen, deel Rheinland (Regierungsbezirke Düsseldorf, Keulen)
4. Noordrijn-Westfalen, deel Westfalen
5. Hessen, Rijnland-Palts, Saarland
6. Baden-Württemberg
7. Beieren
8. Saksen, Saksen-Anhalt, Thüringen

Bankgroep
Het vierde cijfer van een BLZ geeft aan tot welke groep de kredietinstelling behoort. Deze zijn:
0: Deutsche Bundesbank en filialen
1: Deutsche Postbank AG en andere kredietinstellingen die niet in een andere groep opgenomen zijn
2: Kredietinstellingen die niet in een andere groep opgenomen zijn, voornamelijk regionale of lokale, branchenspecifieke of huisbanken (voorbeeld: HypoVereinsbank)
3: Kredietinstellingen die niet in een andere groep opgenomen zijn, voornamelijk privé-banken
4: Commerzbank en dochterondernemingen (voorbeeld: comdirect bank)
5: Sparkassen en Landesbanken
6: Coöperatieve banken en Raiffeisenbanken
7: Deutsche Bank AG en dochterondernemingen
8: Dresdner Bank en dochterondernemingen
9: Volksbanken  en coöperatieve banken
Interne nummering
Elke kredietinstelling kan - in overleg met de Deutsche Bundesbank (om dubbel gebruik te vermijden wanneer meerdere organisatie in eenzelfde LZB-plaats actief zijn) – de interne nummering zelf bepalen.

### Voorbeeld
548 514 40 (Sparkasse Germersheim-Kandel)
- 548 = de bank ligt in het gebied van de LZB Landau in der Pfalz
- 5 = het betreft een "Sparkasse"
- 1440 = bankintern nummer

### IBAN
De BLZ wordt in een Duitse IBAN opgenomen. De IBAN bestaat hier uit DExx (code voor Duitsland en controlegetal), de BLZ, en 10 cijfers voor het rekeningnummer.
Zo is het IBAN nummer van de Duitse Wikipedia DE05100205000003287300
(Rekening nummer 3287300 bij de Bank für Sozialwirtschaft in  Berlijn (BLZ 10020500)).